# Complesso di catene
In matematica un complesso di catene è un oggetto algebrico usato soprattutto in topologia algebrica. Consiste in una successione di gruppi abeliani e di funzioni fra questi che soddisfa alcune proprietà, utili a studiare e modellizzare gli spazi topologici.

## Definizione
Un complesso di catene è una successione di gruppi abeliani {\displaystyle A_{i}} indicizzati da numeri interi {\displaystyle i} e di omomorfismi
{\displaystyle \partial _{i}:A_{i}\to A_{i-1}}
definiti anch'essi per ogni intero {\displaystyle i}, tali che la composizione di due omomorfismi successivi abbia come risultato sempre l'omomorfismo banale. In altre parole:
{\displaystyle \partial _{i-1}\circ \partial _{i}=0}
per ogni intero {\displaystyle i}.
Un complesso di catene può essere descritto globalmente nel modo seguente:
{\displaystyle \cdots \to A_{n+1}{\xrightarrow {\partial _{n+1}}}A_{n}{\xrightarrow {\partial _{n}}}A_{n-1}{\xrightarrow {\partial _{n-1}}}A_{n-2}\to \cdots {\xrightarrow {\partial _{2}}}A_{1}{\xrightarrow {\partial _{1}}}A_{0}{\xrightarrow {\partial _{0}}}A_{-1}{\xrightarrow {\partial _{-1}}}A_{-2}{\xrightarrow {\partial _{-2}}}\cdots }
Un complesso di cocatene è una successione di gruppi abeliani {\displaystyle A^{i}} e di omomorfismi
{\displaystyle \partial ^{i}:A^{i}\to A^{i+1}}
tali che la composizione di due omomorfismi successivi abbia come risultato sempre l'omomorfismo banale:
{\displaystyle \partial ^{i+1}\circ \partial ^{i}=0}
Un complesso di cocatene può essere descritto globalmente nel modo seguente:
{\displaystyle \cdots \to A^{-2}{\xrightarrow {\partial ^{-2}}}A^{-1}{\xrightarrow {\partial ^{-1}}}A^{0}{\xrightarrow {\partial ^{0}}}A^{1}{\xrightarrow {\partial ^{1}}}A^{2}\to \cdots \to A^{n-1}{\xrightarrow {\partial ^{n-1}}}A^{n}{\xrightarrow {\partial ^{n}}}A^{n+1}\to \cdots .}
Generalmente gli indici interi sono posizionati in basso (come pedici) per i complessi di catene, ed in alto (come apici) per i complessi di cocatene.

## Omologia
In un complesso di catene, vale per ogni {\displaystyle i} la relazione
{\displaystyle \operatorname {im} \,\partial _{i}\subset \ker \partial _{i-1}.}
L'omologia del complesso è quindi definita come il gruppo quoziente
{\displaystyle H_{i}=\ker \partial _{i-1}/\operatorname {im} \,\partial _{i}}
che è definito per ogni intero {\displaystyle i}. Analogamente si definisce una coomologia {\displaystyle H^{i}} a partire da un complesso di cocatene.
Il complesso di (co-)catene è detto aciclico se l'omologia è banale per ogni {\displaystyle i}. Un complesso di (co-)catene aciclico è una successione esatta.

## Biografia
- (EN)  Raoul Bott e Loring W. Tu, Differential Forms in Algebraic Topology, Berlin, New York, Springer-Verlag, 1982, ISBN 978-0-387-90613-3.